# Uchquduq
Uchquduq (in usbeco: Учқудуқ, in russo Учкудук?) è il capoluogo del Distretto di Uchquduq, uno degli 8 distretti della Regione di Navoiy situata nella parte centrale dell'Uzbekistan. La città si trova in mezzo al deserto usbeco Kyzyl Kum
Al tempo dell'URSS, in questa città furono aperte alcune miniere di Uranio per essere poi utilizzato per scopi bellici in particolare per armi nucleari